# Wim van Wieringen
Willem (Wim) van Wieringen (Amsterdam, 2 december 1915 – Amsterdam, 4 juli 1999) was een Nederlands cartoonist, striptekenaar en fotograaf. 

## Naam
Willem was zoon van Elizabeth Wilhelmina van Wieringen. Hij werd op 15 januari 1925 bij huwelijk gewettigd zoon van Wilhelmus Jacobus de Mooij en Van Wieringen. Hij was tussen 1944 en 1954 getrouwd met Pleuntje Giltaij en tussen 1957 en 1974 met Margje Toonder.

## Biografie
Hij volgde in de jaren 1930 een opleiding in avondonderwijs op het Instituut voor Kunstnijverheidsonderwijs van Amsterdam. Tijdens de Tweede Wereldoorlog maakte hij cartoons voor het verzetsblad Metro. Na de oorlog, tot 1953, maakte hij politieke cartoons voor het linkse blad De Vlam. Hij publiceerde ook in andere bladen als Het Parool en Vrij Nederland. Hij werd aangeworven door Marten Toonder Studios, waar hij het stripfiguurtje Simpelman creëerde. Deze humoristische stop-comic zonder tekst verscheen in het Tom Poes Weekblad (1947-1951) en later in kranten als Het Parool en het Limburgs Dagblad (1962-1968). Swan Features Syndicate van ex-Marten Toonder-medewerker Ton de Zwaan verdeelde de strip. Van Wieringen heeft meer dan 3000 van deze korte strips van doorgaans drie tekeningen gemaakt.
Vanaf 1953 maakten Wim en zijn vrouw Margje Toonder vele reizen en artikelen daarover, waarvoor Margje de tekst en Wim tekeningen en foto's maakte. Daarnaast bleef hij cartoons maken. Van 1956 tot 1965 woonden ze in het Italiaanse Santa Margherita Ligure. In de jaren 1980 woonden ze een tijd in New York, waar Wim tekeningen maakte voor de Jewish Week. Op op 22 maart 1982 zijn Margje en Wim in Amsterdam in het huwelijk getreden. Hij woonde aan het eind van zijn leven aan de Herengracht